# ポンテペルレ
ポンテペルレ(Ponte Perle)は、1998年から2008年にかけて開催されていた自動車のイベントである。

## 概要
毎年、4月に旧型車で神戸を起点として岡山県を周回してまた神戸(六甲アイランド)に戻るコースで開催された。
出場する自動車は何れも車齢が約40年に及ぶ車種で関西、中国地方を代表する旧車イベントになっていた。
普段、関西では見る事の出来ない車種が全国各地から集まってきた。西日本においては規模の大きい旧車のイベントであった。
出場者は主に旧車をこよなく愛する者であった。2009年からは装いも新たにヴァリオストラーダ（イタリア語:様々な道）として開催される。
現在はネコパブリッシング社の主催として行われることとなったが、旧主催者との軋轢もあり、旧主催者は某名称にてポンテペルレの歴史を残そうとあがいている。ネコ社においては豊富な資金力と代表者である笹本氏の欲望のまま突き進んでおり、各地のクラシックカーラリーイベントをネコ社イベント化すべく邁進中である。その動きにより、従来ハードルの高かったポンテペルレも、自動車愛好家の間に広く認知されるようになり、一部クラシックカー愛好家の狭き世界から、広く認知されるべく成長を遂げている。

## 関連記事
- ミッレミリア
- ヴァリオストラーダ
- ラ フェスタ プリマヴェラ

## 公式サイト
- ポンテペルレ